# 코너 (프로레슬링 선수)
코너 오브라이언(Conor O'Brian, 1980년 2월 6일 ~ )은 본명은 라이언 파라미터(Ryan Parmeter)다. 미국의 프로레슬링선수다. 2001년 프로레슬링 입문이다. 키는 192cm 몸무게는 122kg이다. 옛날 인디단체 시절 링네임은 라이언 오라일리(Ryan O'Reilly)/러프 하우스 오라일리(Rough House O'Reilly)로 활동을 했으나 예전에는 WWE NXT에서 활동을 했었는데... 2014년 12월 29일 WWE Raw에서 빅터하고 같이 WWE 링네임 코너(Konnor)라는 팀 어세션이라는 등장을 한다. 다양한 악역으로 등장을 하는 그런 분이다. 피니쉬는 폴 오브 맨(플랩잭 팔로우 런닝 레그 드롭), 스톡케이드(헤드시저스 암바), 루프탑 드롭(풀 넬슨 슬램)으로 다양한 3가지로 사용을 한다.

## 수상
- NXT 태그팀 챔피언 1회 - 릭 빅터